# Proyecto de Constitución Federal de 1873

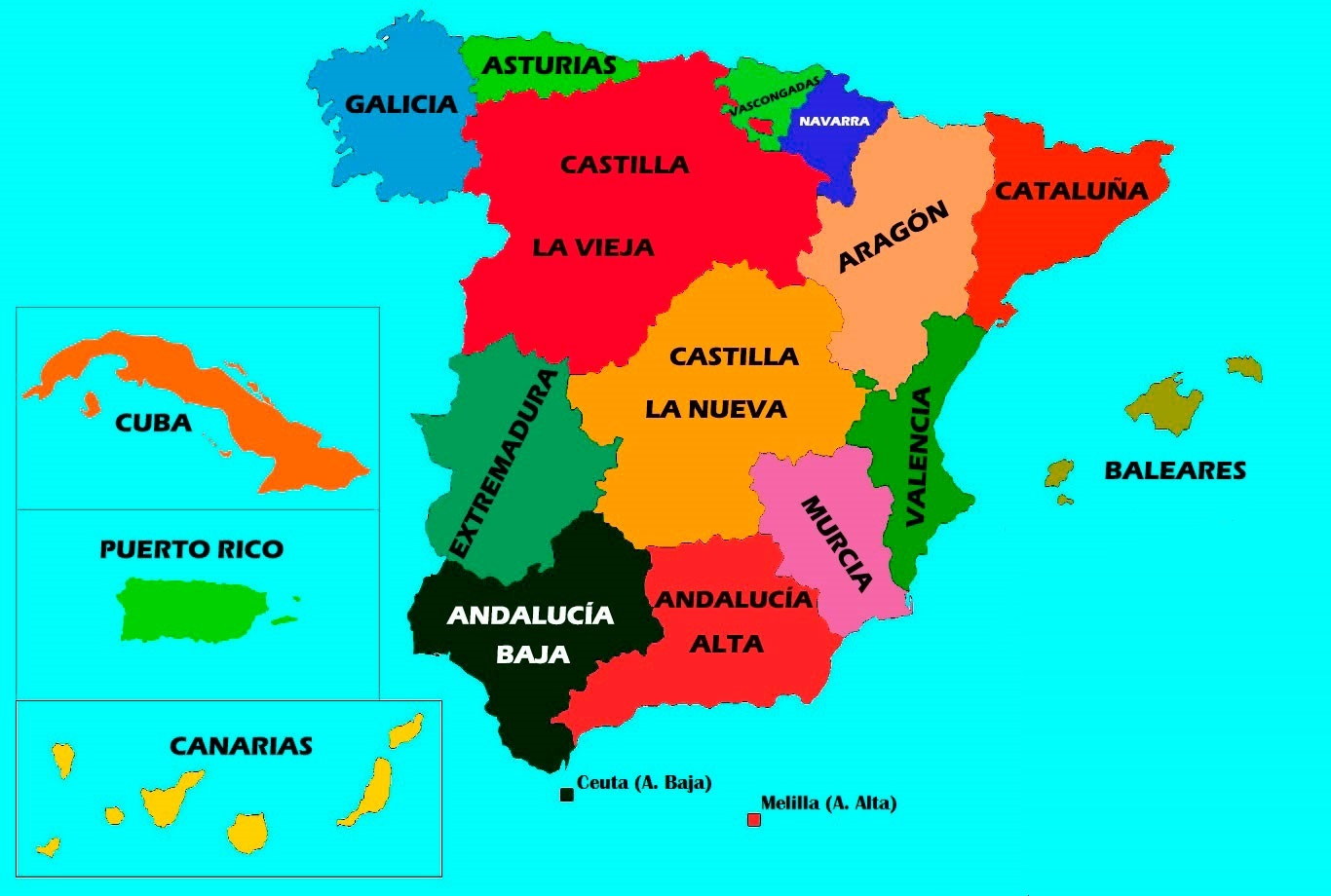
Estados que componen la nación española según el proyecto de Constitución Federal de 1873. El mapa no refleja ni la Capitanía General de Filipinas ni los territorios en África, sino sólo las regiones que se hubiesen constituido en Estados federados de pleno derecho.

La Constitución Federal de 1873 fue un proyecto de constitución para la Primera República española, redactado principalmente por Emilio Castelar, que no llegó a ser aprobado por las Cortes. Pretendía la transformación de España en una federación. «Más allá de la nula relevancia jurídica de un documento que jamás entró en vigor, tendrá políticamente una importancia indiscutible, al ser la primera propuesta constitucional de la historia política española que trataría de buscar una solución a una cuestión que no haría otra cosa que agudizarse con el tiempo: la de la organización territorial de nuestro Estado».
El proyecto estaba muy influido por la Constitución de los Estados Unidos de 1787 tanto en la terminología (Estados federados, Constituciones estatales, Tribunal Supremo federal...) como en la organización de las instituciones (Senado elegido por los parlamentos de los Estados y con igual representación independientemente del tamaño y población; elección del presidente de la República mediante un colegio electoral; Tribunal Supremo federal que se ocupa del control de la constitucionalidad de las leyes y dirime los conflictos entre los Estados y el poder federal; prevalencia del derecho federal sobre el de los Estados) y el reparto de las competencias entre la Federación y los Estados. Por otro lado, también estuvo influido por la Constitución española de 1869, de la que tomó la declaración de derechos, con dos diferencias significativas: la separación entre la Iglesia y el Estado, que incluye el pleno reconocimiento de la libertad de cultos, y la abolición de los títulos de nobleza.

## Antecedentes
El 11 de febrero de 1873, al día siguiente de la abdicación de Amadeo I, el Congreso y el Senado, constituidos en Asamblea Nacional, proclamaron la República por 258 votos contra 32, pero sin definirla como unitaria o como federal, postergando la decisión a las futuras Cortes Constituyentes, y nombraron como presidente del Poder Ejecutivo al republicano federal Estanislao Figueras.

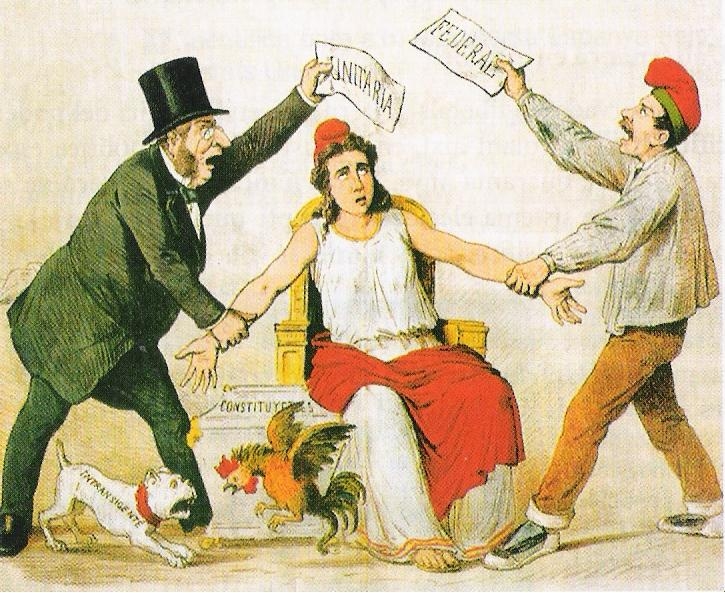
Caricatura de la revista satírica La Flaca del 3 de marzo de 1873 sobre la pugna entre los radicales, que defienden la república unitaria, y los republicanos federales que defienden la federal. Y también sobre la pugna entre los federales "transigentes" e "intransigentes"

En mayo se celebraron las elecciones a Cortes Constituyentes, que a causa del retraimiento del resto de los partidos supusieron una aplastante victoria para el Partido Republicano Federal. Pero esta situación era engañosa porque en realidad los diputados republicanos federales de las Constituyentes estaban divididos en tres grupos:
- Los «intransigentes» con unos 60 diputados formaban la izquierda de la Cámara y propugnaban que las Cortes se declararan en Convención, asumiendo todos los poderes del Estado —el legislativo, el ejecutivo y el judicial— para construir la República Federal de abajo arriba, desde el municipio a los cantones o Estados y desde éstos al poder federal, y también defendían la introducción de reformas sociales que mejoraran las condiciones de vida del cuarto estado. Este sector de los republicanos federales no tenía un líder claro, aunque reconocían como su patriarca a José María Orense, el viejo marqués de Albaida. Destacaban dentro de él Nicolás Estévanez, Francisco Díaz Quintero, los generales Juan Contreras y Blas Pierrad, y los escritores Roque Barcia y Manuel Fernández Herrero.
- Los «centralistas» liderados por Francisco Pi y Margall coincidían con los «intransigentes» en que el objetivo era construir una república federal pero de arriba abajo, es decir, primero había que elaborar la Constitución federal y luego proceder a la formación de los cantones o Estados federados. El número de diputados con que contaba este sector no era muy amplio y en muchas ocasiones actuaban divididos en las votaciones, aunque se solían inclinar por las propuestas de los «intransigenes».
- Los «moderados» constituían la derecha de la Cámara y estaban liderados por Emilio Castelar y por Nicolás Salmerón —y entre los que también destacaban Eleuterio Maisonnave y Buenaventura Abárzuza Ferrer— y defendían la formación de una República democrática que diera cabida a todas las opciones liberales, por lo que rechazaban la conversión de las Cortes en un poder revolucionario como defendían los «intransigentes» y coincidían con los pimargalianos en que la prioridad de las Cortes era aprobar la nueva Constitución. Constituían el grupo más numeroso de la Cámara, aunque había ciertas diferencias entre los seguidores de Castelar, que eran partidarios de la conciliación con los radicales de Cristino Martos y Nicolás María Rivero, que aceptaban la República aunque en principio habían apoyado la monarquía de Amadeo I, y con los constitucionales del general Serrano y Práxedes Mateo Sagasta, monárquicos constitucionales, para incluirlos en el nuevo régimen, y los seguidores de Salmerón que propugnaban que la República solo debían fundamentarse en la alianza de los republicanos «viejos».

A pesar de esta división no tuvieron problemas en proclamar el 8 de junio la República Federal, una semana después de que se abrieron las Cortes Constituyentes bajo la presidencia del veterano republicano «intransigente» José María Orense, por 218 votos contra dos:

Artículo único. La forma de gobierno de la Nación española es la República democrática federal.

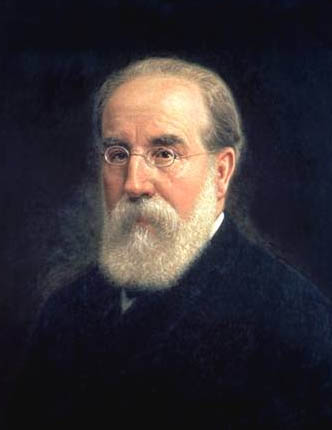
Retrato de Francisco Pi y Margall, segundo presidente del Poder Ejecutivo de la República.

Cuando el presidente del poder ejecutivo Estanislao Figueras, que sufría una fuerte depresión por la muerte de su mujer, tuvo conocimiento de que los generales «intransigentes» Juan Contreras y Blas Pierrad preparaban un golpe de Estado para iniciar la República federal «desde abajo» al margen del Gobierno y de las Cortes, temió por su vida y el 10 de junio huyó a Francia. Le sustituyó el republicano federal «centrista» Francisco Pi y Margall, que estableció como prioridad derrotar a los carlistas que ya llevaban más de un año alzados en armas en la llamada tercera guerra carlista y la elaboración y aprobación de la nueva Constitución de la República Federal. Pero enseguida el gobierno de Pi y Margall se encontró con la oposición de los republicanos federales «intransigentes» porque en su programa no se habían incluido algunas de las reivindicaciones históricas de los federales como «la abolición del estanco del tabaco, de la lotería, de los aranceles judiciales y de los consumos repuestos en 1870 por ausencia de recursos». Pero sobre todo lo que reclamaban los «intransigentes» era que las Cortes, mientras se redactaba y aprobaba la nueva Constitución de la República democrática federal, se constituyeran en Convención de la cual emanaría una Junta de Salud Pública que detentaría el poder ejecutivo, propuesta que fue rechazada por Pi y Margall y por la mayoría de diputados «centristas» y «moderados» que apoyaban al gobierno.
La respuesta de los «intransigentes» a la política de «orden y progreso» del gobierno de Pi y Margall fue abandonar las Cortes el 1 de julio, acusando al gobierno de haber contemporizado e incluso claudicado frente a los enemigos de la República Federal. A continuación los «intransigentes» exhortaron a la inmediata y directa formación de cantones, para construir la República de abajo arriba, lo que iniciaría la rebelión cantonal, formándose en Madrid un Comité de Salud Pública para dirigirla, aunque la iniciativa la tomaron los federales de cada localidad. Aunque hubo casos como el de Málaga en que las autoridades locales fueron las que encabezaron la sublevación, en la mayoría se formaron juntas revolucionarias. Dos semanas después de la retirada de las Cortes la revuelta era un hecho en Murcia, Valencia y Andalucía.
Para acabar con la rebelión cantonal Pi y Margall se negó a aplicar las medidas de excepción que le proponía el sector «moderado» de su partido, que incluía la suspensión de las sesiones de las Cortes, porque confiaba en que la rápida aprobación de la Constitución federal —lo que no sucedió— y la vía del diálogo —que ya le funcionó cuando la Diputación de Barcelona proclamó el Estado catalán en marzo de 1873— haría entrar en razón a los sublevados. No obstante no dudó en recurrir a la represión.
Como la política de Pi y Margall de persuasión y represión no consiguió detener la rebelión cantonal, el sector «moderado» le retiró su apoyo el 17 de julio votando a favor de Nicolás Salmerón. Al día siguiente Pi y Margall dimitió, tras 37 días de mandato.

## Proyecto

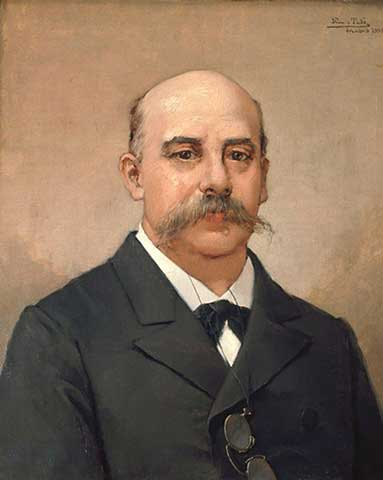
Emilio Castelar, principal redactor del proyecto de Constitución. A partir de septiembre sería el cuarto presidente del Poder Ejecutivo de la Primera República Española

En el programa de gobierno que presentó Pi y Margall a las Cortes se señaló como una de sus prioridades la rápida aprobación de la Constitución de la República, por lo que inmediatamente, el 16 de junio, se eligió una comisión de las Cortes formada por 25 diputados encargada de «redactar y someter a aquellas el proyecto de ley fundamental de la República federal española».
Cuando se tuvieron las primeras noticias del inicio de la rebelión cantonal, la Comisión aceleró sus trabajos y presentó el proyecto de Constitución el 17 de julio. Los primeros firmantes eran Emilio Castelar —quien había escrito en veinticuatro horas el proyecto que sería asumido por el conjunto de la comisión— y Eduardo Palanca a quienes acompañaban Santiago Soler y Pla, Eduardo Chao y Eleuterio Maisonnave, seguidores de Castelar, y Joaquín Gil Berges, Manuel Pedregal y Cañedo y Rafael Cervera Royo, seguidores de Salmerón, mientras que del sector pimargalliano solo se encontraba José Antonio Guerrero y Ludeña. También lo firmaban Luis del Río y Ramos y Francisco de Paula Canalejas, entre otros. Al día siguiente Pi y Margall presentaba su dimisión a las Cortes, siendo sustituido por Nicolás Salmerón.
El proyecto no satisfizo ni a los radicales ni a los constitucionales y tampoco a los republicanos federales «intransigentes» que acabarían presentando otro proyecto constitucional.
El proyecto de Constitución iba «precedido de un preámbulo en el que se razonan las exigencias a las que intenta responder su articulado. Primero la de consolidar la libertad y la democracia conquistadas por la Gloriosa Revolución de Septiembre. Después la de indicar una división territorial que, basada en la historia, asegurase la Federación y con ella la unidad nacional. Por último, diluir los poderes públicos de manera que no pudieran confundirse ni mucho menos facilitar el advenimiento de la dictadura».
Después del preámbulo venían los 117 artículos de que constaba organizados en 17 títulos.

### «De los españoles y sus derechos»
En el proyecto Castelar reflejó su concepción de la República como la forma de gobierno más adecuada para que entraran en ella todas las opciones liberales, de ahí que fuera a su entender una continuación de los principios establecidos en la Constitución de 1869. De hecho el Título II «De los españoles y sus derechos» reproduce el Título I de la de 1869, aunque con dos diferencias significativas: la separación entre la Iglesia y el Estado, que incluye el pleno reconocimiento de la libertad de cultos (Artículos 34, 35, 36 y 37), y la abolición de los títulos de nobleza (Artículo 38).

Art. 34. El ejercicio de todos los cultos es libre en España.
Art. 35. Queda separada la Iglesia del Estado.
Art. 36. Queda prohibido a la Nación o Estado federal, a los Estados regionales y a los Municipios subvencionar directa o indirectamente ningún culto.
Art. 37. Las actas de nacimiento, de matrimonio y de defunción serán registradas siempre por las autoridades civiles.
Art. 38. Quedan abolidos los títulos de nobleza.

### Estructura federal
La gran novedad del proyecto era la organización federal («La forma de gobierno de la Nación española es la República federal», art.39) resultado de un pacto que daba nacimiento a una Nación española compuesta por «los antiguos reinos de la monarquía», cuya relación como Estados (regionales) aparecía en el artículo 1º, con la llamativa ausencia de León, y en la que se incluyó a Cuba y a Puerto Rico como forma de resolver el problema colonial —añadiéndose más adelante que leyes especiales regularían la situación de las otras provincias ultramarinas, pudiéndose convertir en Estados en el futuro—:

Artículo 1.º Componen la Nación Española los Estados de Andalucía Alta, Andalucía Baja, Aragón, Asturias, Baleares, Canarias, Castilla la Nueva, Castilla la Vieja, Cataluña, Cuba, Extremadura, Galicia, Murcia, Navarra, Puerto Rico, Valencia, Regiones Vascongadas.
Los Estados podrán conservar las actuales provincias o modificarlas, según sus necesidades territoriales.

Según el historiador José Antonio Piquedara, «los redactores del proyecto admitían la dificultad de realizar una división territorial que diera satisfacción a todos, y habían optado por respetar "nuestros recuerdos históricos" y "nuestras diferencias", punto de partida esencial que, sin embargo, no se traducía en el reconocimiento de la voluntad soberana de las entidades federadas, siquiera de manera provisional y simbólica. [...] El proyecto había optado por conformar los nuevos Estados sobre los antiguos reinos de la Monarquía, dejando a sus poderes internos la competencia de conservar o regular a su conveniencia las provincias».
A diferencia de las Constituciones anteriores y posteriores no se estableció que la soberanía residía en la Nación sino «en todos los ciudadanos», ejercida «en representación suya, por los organismos políticos de la República» (Art. 42): el Municipio, el Estado regional y el Estado federal o Nación. Según esa estructura federal cada Estado (regional) gozaría de «toda la autonomía política compatible con la existencia de la nación» (Art. 92) y podría dotarse de una Constitución propia, siempre que no fuera contraria a la federal (Art. 93), y tener su propio Gobierno y Asamblea Legislativa (Art. 94).
Sin embargo, se establecieron límites a la potestad de los Estados, ya que debían reconocer los derechos de la Federación, así como los municipios debían reconocer los del Estado (Art. 43), por lo que sus Constituciones estarían sujetas «al juicio y sanción de las Cortes federales, que examinarán si están respetados o no en ellas los derechos de la personalidad humana, los límites de cada Poder y los preceptos de la Constitución federal» (Art.102) y no podrían legislar «ni contra los derechos individuales, ni contra la forma democrática republicana, ni contra la unidad y la integridad de la Patria, ni contra la Constitución federal» (Art. 99). Asimismo, «los ciudadanos de cada Estado gozarán de todos los derechos unidos al título de ciudadano en todos los otros Estados» (Art. 103) y además, se establecía la prohibición de erigir un nuevo Estado «en la jurisdicción de otro Estado» (Art. 104) y que la unión de dos o más Estados debía ser aprobada por las Cortes federales (Art. 105).

#### Reparto de competencias entre la Federación y los Estados
En el Preámbulo de la Constitución se explicaba el criterio que se había seguido para el reparto de competencias entre el Estado federal o Nación y los Estados (regionales): «A la Nación le hemos dejado solamente las facultades que le son esenciales, aquellas sin las que no podría vivir sin representar su ministerio de progreso en el mundo moderno». Y el principio por el que se regía (que hoy llamaríamos de Subsidiariedad) estaba explicitado en el artículo 40, el primero que se ocupaba de las competencias: «En la organización política de la Nación española todo lo individual es de la pura competencia del individuo; todo lo municipal es del Municipio; todo lo regional es del Estado, y todo lo nacional, de la Federación».
Un único artículo, el 96, establecía las competencias de los Estados: «Los Estados regirán su política propia, su industria, su hacienda, sus obras públicas, sus caminos regionales, su beneficencia, su instrucción y todos los asuntos civiles y sociales que no hayan sido por esta Constitución remitidos al Poder federal». En el artículo 101 se precisaba que «los Estados no podrán mantener más fuerza pública que la necesaria para su policía y seguridad interior. La paz de los Estados se halla garantizada por la Federación...». Así pues, siguiendo la fórmula seguida por la Constitución de los Estados Unidos de América, se asignaban a los Estados todas las demás materias que no eran asumidas por los poderes públicos de la Federación. Estas eran veintitrés, relativas a la política exterior, la unidad territorial y los conflictos entre Estados, la defensa, las comunicaciones y transportes, la unidad económica y jurídica, el gobierno colonial, la economía general, la educación común y el orden público general.
Las competencias atribuidas a la Federación eran las siguientes:
1. Relaciones exteriores.
2. Tratado de paz y de comercio.
3. Declaración de guerra exterior, que será siempre objeto de una ley.
4. Arreglo de las cuestiones territoriales y de las competencias entre los Estados.
5. Conservación de la unidad y de la integridad territorial.
6. Fuerzas de mar y tierra, y nombramiento de todos sus jefes.
7. Correos.
8. Telégrafos.
9. Ferrocarriles, caminos generales, medios oficiales de comunicación marítima y terrestre, y obras públicas de interés nacional.
10. Deuda nacional.
11. Empréstitos nacionales.
12. Contribuciones y rentas que sean necesarias para el mantenimiento de los servicios federales.
13. Gobierno de los territorios y colonias.
14. Envío de delegados a los Estados para la percepción de los tributos y el mando de las fuerzas militares encargadas de velar por el cumplimiento de las leyes federales.
15. Códigos generales.
16. Unidad de moneda, pesos y medidas.
17. Aduanas y aranceles.
18. Sanidad, iluminación de las costas, navegación.
19. Montes y minas, canales generales de riego.
20. Establecimiento de una universidad federal y de cuatro escuelas normales superiores de agricultura, artes y oficios en los cuatro puntos de la Federación que se determinen por una ley.
21. Los bienes y derechos de la Nación.
22. Conservación del orden público federal y declaración de estado de guerra civil.
23. Restablecimiento de la ley por medio de la fuerza cuando un motín o una sublevación comprometan los intereses y derechos generales de la sociedad en cualquier punto de la Federación.

### División de poderes
El proyecto mantenía la división de poderes (Art. 45) —que según el Art. 41 eran «electivos, amovibles y responsables»— aunque añadiendo un cuarto poder a los tres clásicos que se llamaba «poder de relación» —entre las diferentes instituciones— y que correspondía al presidente de la República (Art. 49), mientras que el poder legislativo era ejercido «exclusivamente» por las Cortes (Art. 46), el ejecutivo por los ministros (Art. 47) y el judicial por jurados y jueces (Art. 48).
Los poderes del Estado estaban regulados teniendo en cuenta el impacto del principio federal. Así el presidente y el vicepresidente de la República eran elegidos por unas juntas electorales votadas en cada Estado —cuyo número de miembros sería el doble de representantes que enviaran a las Cortes— y el candidato a presidente y a vicepresidente que obtuviera la mayoría absoluta sería proclamado por las Cortes —y en caso de que ninguno obtuviera la mayoría absoluta sería elegido por los diputados entre los dos candidatos con mayor número de votos— (Título XIII). Su mandato duraría cuatro años, «no siendo inmediatamente reelegible» (Art. 81). La Cortes por su parte estaban formadas por dos Cámaras que se tenían que renovar cada dos años: el Congreso y el Senado federales. La primera elegida directamente por los ciudadanos —«uno por cada 50.000 almas» (Art. 50)— mediante sufragio universal (masculino) y la segunda por las Cortes de cada Estado —cuatro por cada uno «sea cualquiera su importancia y el número de sus habitantes» (Art. 52)—. El Senado no tenía la iniciativa de las leyes, pero disponía del derecho de veto suspensivo de un máximo de tres años para asegurar que las mismas se adecuaban a la Constitución y a las competencias atribuidas a la Federación. Los diputados y senadores, por su parte, no podían formar parte del Gobierno, ni éste asistir a las reuniones de las Cámaras. El poder judicial estaba encabezado por el Tribunal Supremo federal, integrado por «tres magistrados por cada Estado de la Federación», y que era el órgano encargado, por primera vez en la historia del constitucionalismo español, de velar por la constitucionalidad de las leyes, además de ocuparse de resolver los litigios entre los Estados y entre los poderes públicos de un mismo Estado. En cuanto al poder ejecutivo, «será ejercido por el Consejo de Ministros bajo la dirección de un presidente, el cual será nombrado por el Presidente de la República» (Art. 71).

### Voto particular de los «intransigentes»
Los diputados Quintero, Cala y Eduardo Benot, del sector de los republicanos federales «intransigentes», presentaron un voto particular por estar en desacuerdo con el proyecto de la mayoría de la Comisión de los 25 redactado por Emilio Castelar, aunque fue retirado el 8 de agosto, «a fin de facilitar la discusión» de éste. Constaba de 104 artículos y dedicaba 59 de ellos a regular los derechos y sus garantías y los restantes a la organización de la República federal, partiendo de una mezcla de principios federales y confederales.
La principal diferencia respecto del proyecto de la mayoría estribaba en que no había ninguna relación de los Estados que formaban parte de la Federación, ya que su configuración definitiva se dejaba a la iniciativa de las provincias que pactarían entre sí la formación de cantones (nombre que se utilizaba para designar a los Estados) teniendo en cuenta la proximidad geográfica y las relaciones naturales y económicas. A su vez el pacto entre los cantones, que conservaban «toda la plenitud de su soberanía no delegada expresamente en la Constitución nacional», constituiría la base de la República federal, que se constituía «para resistir todo ataque exterior y todo desorden interior, asegurando la independencia de la patria y protegiendo la libertad y los derechos de los confederados».
En consecuencia el proyecto establecía una serie de preceptos para asegurar la unidad nacional: se prohibía que los cantones pudieran separarse o unirse a otras naciones; se establecía que los cantones aportarían a la Federación el dinero y los hombres necesarios para la defensa y que serían movilizados en cuanto las Cortes generales lo decidiesen; se prohibía que aprobaran sus propios impuestos sobre materias ya gravadas con impuestos federales, o sobre el tránsito por tierra o por agua, y las aduanas interiores; se prohibía que los cantones pudieran acordar con otros pactos de carácter puramente político.

## Debate en las Cortes y fracaso del Proyecto

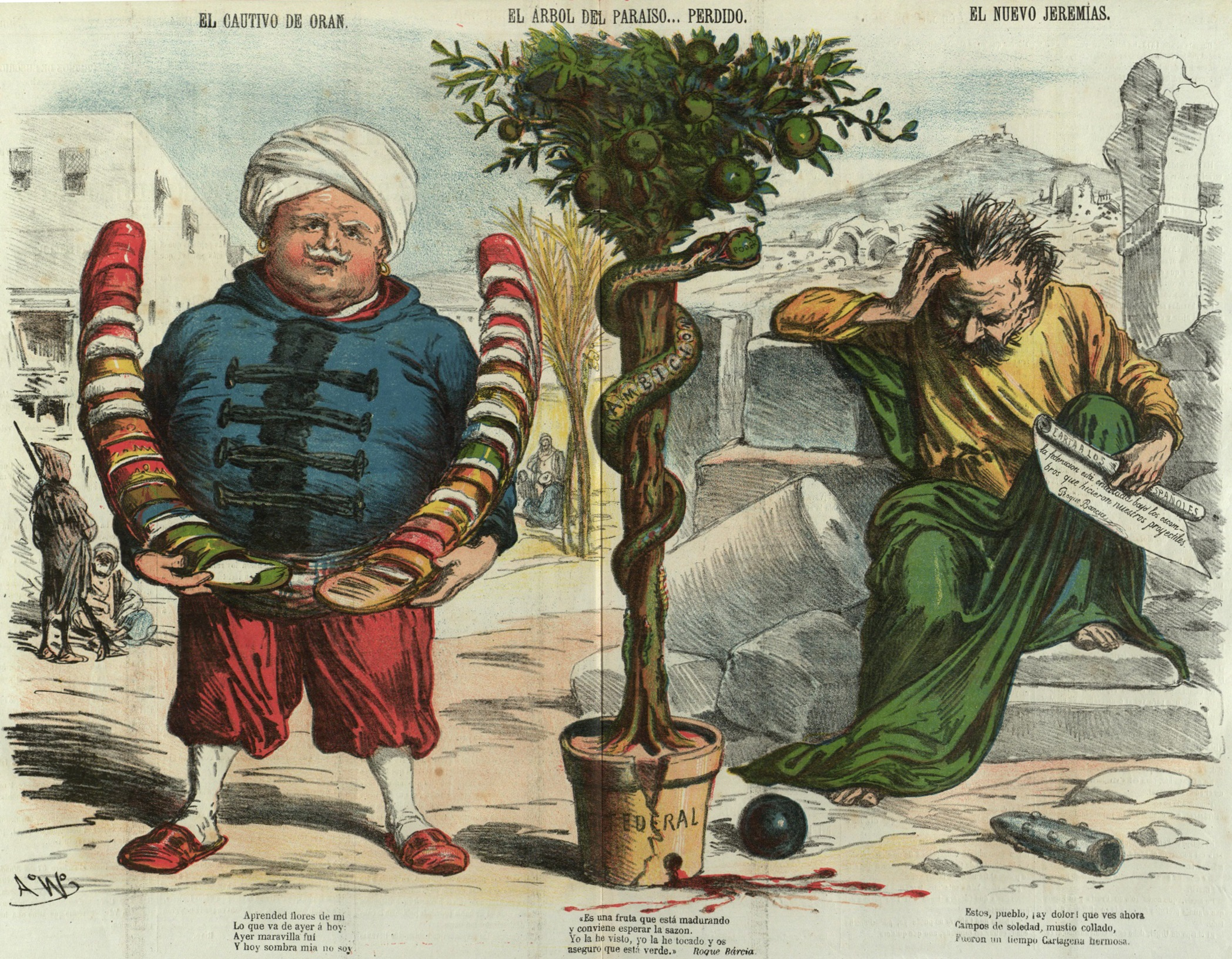
Caricatura de Tomás Padró Pedret para la revista El Lío (agosto de 1874), en la que se muestra el devenir de los «intransigentes» Juan Contreras y Roque Barcia tras la insurrección cantonal, junto al proyecto de Constitución Federal caracterizado como el árbol del paraíso: así, aparecen Contreras vendiendo babuchas en su exilio en la Argelia francesa; Barcia como «el nuevo Jeremías» sobre las ruinas del Parque de Artillería de Cartagena, atacando ahora con su pluma al movimiento cantonalista que tanto había defendido; y por último, el árbol federal, herido de muerte por una bala.

El 11 de agosto de 1873, tres días después de que la minoría «intransigente» retirara su voto particular, se inició el debate del proyecto de la mayoría, pero éste duro solo cuatro sesiones —el día 14 se suspendió—, debido a que no satisfizo prácticamente a nadie y a la prioridad concedida a acabar con la rebelión cantonal. Dada su corta duración, el debate se limitó a los turnos a favor y en contra del proyecto, sin que hubiera oportunidad de discutirse las enmiendas parciales, referidas la mayoría de ellas a la gran novedad del proyecto: la ordenación federal del Estado. Los diputados del Partido Constitucional y del Partido Radical se opusieron frontalmente al proyecto por considerarlo el primer paso hacia la ruptura de la unidad nacional. Por motivos diametralmente opuestos también fue rechazado por la minoría «intransigente» cuyos postulados habían sido expuestos en su voto particular.
El 20 de agosto, seis días después de haberse suspendido el debate del proyecto, el principal proponente del mismo Emilio Castelar abogó por el aplazamiento definitivo del debate alegando que «la Comisión se ha encontrado con un Código fundamental que apenas nadie quería discutir» pero sobre todo haciendo mención a la grave situación que estaba viviendo el país: «Nosotros que apenas tenemos Patria, entregado casi todo el Mediodía a los excesos de la demagogia roja, y entregado el Norte a los excesos de la demagogia blanca, ¿nos debemos entretener en discutir una Constitución, cuando apenas sabemos si mañana conservaremos la libertad que hay en nuestras almas, ni la tierra que tenemos bajo nuestras plantas?».
Mientras tanto el gobierno de Nicolás Salmerón formado el 18 de julio había ido sometiendo uno tras otro a los cantones excepto el de Cartagena que resistiría hasta el 12 de enero de 1874. A principios de septiembre Salmerón renunció a su cargo porque no quiso firmar las sentencias de muerte de varios soldados acusados de traición, ya que era absolutamente contrario a la pena de muerte. Para sustituirle las Cortes eligieron el 7 a Emilio Castelar, quien inmediatamente obtuvo de ellas la concesión de facultades extraordinarias para acabar tanto con la guerra carlista como con la rebelión cantonal y la suspensión de sus sesiones desde el 20 de septiembre de 1873 hasta el 2 de enero de 1874, lo que entre otras consecuencias supuso aparcar de nuevo el debate y la aprobación del proyecto de Constitución federal.
En cuanto las Cortes se reabrieron Castelar fue objeto de una moción de censura y en su última intervención antes de la votación, según el extracto oficial de la sesión celebrada el viernes 2 de enero de 1874 publicado en la Gaceta de Madrid del día 4, una voz le interrumpió inquiriendo por el proyecto de Constitución, a lo que Castelar respondió: «lo quemaron en Cartagena. (Grandes aplausos)». Al día siguiente tuvo lugar el golpe de Estado del general Pavía, que enterraría definitivamente la propuesta constitucional de 1873 y dejaría la República bajo mando militar hasta su desaparición a finales de diciembre de 1874, tras el pronunciamiento del general Martínez Campos que proclamó a Alfonso XII como rey de España, iniciando la Restauración.